# Милован Марчетић
Милован Марчетић (Приједор, 30. октобар 1951) српски је књижевник и уредник. Добитник је више књижевних награда, међу којима се истиче Андрићева награда.

## Биографија
Рођен је у Приједору 30. октобра 1951. године, од средине седамдесетих година живи у Србији, а од 1979. у Београду, где је студирао општу књижевност и теорију књижевности на Филолошком факултету у Београду.
Крајем седамдесетих година почео је да објављује поезију у периодици, а од 1982. године објавио је прву прву песничку књигу. Аутор је више збирки песама и књига изабраних песама. Од средине деведесетих година почео је да пише и прозу, а објавио је неколико књига прича. Члан је Српског књижевног друштва.
Сва његова дела превођена су на стране језике, а за велики број дела награђен је угледним књижевним наградама.
Свој први роман Књига о Беуку, објавио је 2014. године у издању Чигоја штампе.
Као уредник радио је у часописима Књижевна реч и Реч, а тренутно је главни уредник Београдског књижевног часописа.

## Дела

### Књиге песама
- Дан двадесет хиљада паса, 1982.
- Начини ишчезавања, 1986.
- Без имена, без лица, 1990.
- Ратно острво, 2000.
- Мера душе – изабране песме, 2002.
- Ташкент, 2006.
- Иза затворених очију, 2010.
- Врата од ромора – изабране песме, 2016.
- Књиге прича
- Животи песника, 1996.
- Мој Холивуд, 2000,
- Прво лице, 2003.
- Записи на снегу, 2012.

### Романи
- Књига о Беуку, 2014.

### Приредио
- Земаљски дугови (приче са И. Андрићем као књижевним јунаком), 2012.
- Путник са далеког неба (приче са М. Црњанским као књижевним јунаком), 2013.

### Преводи књига на стране језике
- Jeux d’adultes (Игре одласлих) – изабране песме, француски превод, 2008.
- Зад затворените очи (Иза затворених очију) – македноски превод, 2015.
- Книга за Беук (Књига о Беуку) – бугарски превод, 2016.

## Награде
- Награда „Горан” за младе песнике, 1982.
- Награда „Милан Ракић”, за књигу Без имена, без лица, 1991.
- Награда „Скендер Куленовић”, 2007.
- Награда „Јефимијин вез”, 2011.
- Награда „Кочићево перо”, 2001.
- Награда „Стеван Сремац” за књигу прозе, за књигу Прво лице, 2004.
- Награда „Бранко Ћопић”, за књигу Прво лице, 2004.
- Андрићева награда, за књигу Излазак, 2011.